# Маріамадзор
Маріамадзор (вірм. Մարիամաձոր), Мамедадзор (азерб. Məmməddərə) — село у Гадрутському районі Нагірно-Карабаської Республіки. Село розташоване на захід від села Джракус та на схід від села Цакурі.

## Пам'ятки
- У селі розташована церква Св. Мінаса (1601 р.), цвинтар (16-19 ст.) та хачкар (16-19 ст.).